# Adolf Albrecht Friedländer
Adolf Albrecht Friedländer (* 8. August 1870 in Dornbach bei Wien; † 19. Januar 1949 in Bad Aussee) war ein österreichischer Psychiater.

## Leben
Nach seinem Medizinstudium an der Universität Wien absolvierte Adolf Albrecht Friedländer eine internistische Weiterbildung der Psychiatrie. In Jena war er ab 1897 Assistenzarzt von Geheimrat Otto Binswanger an der psychiatrisch-neurologischen Klinik in Jena und ab 1900 in Frankfurt von Professor Emil Sioli, bei dem er die Abteilung Scheidwaldstraße leitete. Er ließ sich in Preußen einbürgern und erlangte 1903 in Bonn seine Approbation als deutscher Arzt.
Seine Doktorarbeit schrieb er von 1902 bis 1904 während der Bauzeit seiner psychiatrischen Privatklinik, die am 1. März 1904 unter dem Namen Privatklinik Hohe Mark im Taunus in Oberursel in der Nähe von Bad Homburg mit der Ausrichtung auf den internationalen Hochadel eröffnet wurde. Zahlreiche Arbeiten auf dem Gebiet der inneren Medizin, der Neurologie, der Psychiatrie und der Psychologie verschafften ihm den Ruf eines bedeutenden Gelehrten. Der Graf von Erbach-Erbach ernannte ihn 1904 zum Hofrat. 1910 erhielt er den preußischen Professorentitel.
Im Ersten Weltkrieg diente er als Sanitätsoffizier, war Leiter des Reservelazaretts Oberursel und machte sich um die Seuchenbekämpfung in Warschau verdient. Später fungierte er als beratender Nervenarzt von zwei Armeekorps an der Westfront. Nach dem Krieg verkaufte Friedländer 1918 seine Privatklinik an die Stadt Frankfurt am Main und ließ sich in Frankfurt als Nervenarzt nieder. Ab 1919 war er am Sanatorium Haus Sonnenblick in Littenweiler bei Freiburg im Breisgau tätig, 1925 wieder in Frankfurt und 1926 erneut in Littenweiler. 1927 wurde er zum Delegierten der badischen Ärzteschaft in allen die Kurpfuscherei betreffenden Angelegenheiten gewählt. 1937 emigrierte Friedländer wegen seiner jüdischen Herkunft nach Bad Ausee in Österreich und gründete eine Privatpraxis, die er aber bereits 1938 ebenfalls wegen seiner jüdischen Abstammung aufgeben musste. Am 19. Januar 1949 verstarb Friedländer an seinem letzten Wohnort, Bad Aussee in Österreich.

## Werke
- Ueber den Einfluss des Typhus abdominalis auf das Nervensystem. Klinische Mitteilungen und kritische Besprechung der einschlägigen Litteratur von 1813 bis Anfang des Jahres 1900. Karger, Berlin 1901, OCLC 14076008.
- Der Morphinismus, Kokainismus, Alkoholismus und Saturnismus. G. Fischer, Jena 1913, OCLC 10889573.
- Die Bedeutung der Suggestion im Völkerleben. Kohlhammer, Berlin / Stuttgart / Leipzig 1918, OCLC 721573200.
- Nerven- und Geisteskrankheiten im Felde und im Lazarett. Bergmann, Wiesbaden 1914, OCLC 250026541.
- Medizin und Krieg. J.F. Bergmann, Wiesbaden 1916, DNB 579415511, OCLC 44468084.
- Die Hypnose und Hypno-Narkose: für Medizin-Studierende, praktische und Fachärzte. Mit einem Anhang: die Stellung der medizinischen Psychologie (Psychotherapie) in der Medizin. Enke, Stuttgart 1920, OCLC 637289101.
- Der Wille zur Macht und die Macht des Willens [erw. Darstellung eines am 28. Nov. 1930 in der Hamburger Forensisch-Psychologischen Gesellschaft gehaltenen Vortrags]. Enke, Stuttgart 1931, OCLC 1046227391.